# الدوري الكويتي الممتاز 2019–20
الدوري الكويتي الممتاز موسم 2019–20، هو النسخة الــ 58 من البطولة. وحامل لقب هذه النسخة هو نادي الكويت الرياضي. وتعد هذه هي المرة الرابعة على التوالي التي يفوز فيها نادي
الكويت باللقب، حيث سبق له الفوز باللقب أعوام 2016-17، 2017-18، 2018-19، و تعد هذه النسخة من الدوري الكويتي الممتاز هي النسخة الأطول والتي امتدت حوالي عام كامل، حيث امتدت البطولة من 14 سبتمبر 2019م، حتى 3 سبتمبر 2020م.

## الفرق
| فريق     | المدينة      | الملعب الرئيسي           | سعة    |
| -------- | ------------ | ------------------------ | ------ |
| العربي   | مدينة الكويت | ملعب صباح السالم         | 26000  |
| القادسية | مدينة الكويت | ملعب محمد الحمد          | 22000  |
| كاظمة    | مدينة الكويت | استاد الصداقة والسلام    | 21,500 |
| الكويت   | مدينة الكويت | ملعب نادي الكويت الرياضي | 18,500 |
| الشباب   | الاحمدي      | ملعب الأحمدي             | 18000  |
| الساحل   | أبو حليفة    | ملعب مدينة أبو حليفة     | 2000   |
| السالمية | السالمية     | ملعب ثامر                | 16,105 |
| التضامن  | الفروانية    | ملعب الفروانية           | 14000  |
| النصر    | الفروانية    | ملعب علي السالم الصباح   | 10000  |
| اليرموك  | مشرف         | ملعب مشرف                | 12000  |

## اللاعبون الأجانب
| النادي        | اللاعب الأول   | اللاعب الثاني     | اللاعب الثالث  | اللاعب الرابع    | اللاعب الخامس      | اللاعبون السابقون                             |
| ------------- | -------------- | ----------------- | -------------- | ---------------- | ------------------ | --------------------------------------------- |
| نادي العربي   | عيسى يعقوبو    | هنري دومبيا       | السنوسي الهادي | تشافي توريس      | أحمد الصالح        | جمعة عبود                                     |
| الكويت        | بسمارك         | علاء عباس         | أمجد عطوان     | جمعة سعيد        | عبدول سيسيكو       | دييغو كالديرون عمر مدني                       |
| النصر         | سيد ضياء سعيد  | أندرسون لوبيز     | أحمد الرياحي   | بهاء عبد الرحمن  | قاسم الزين         | سيد باقر نابي سومه تيسير الجاسم               |
| نادي القادسية | لورينك تراشي   | رشيد صوميله       | عدي الصيفي     | جيمس أووكوسا     | عدي الدباغ         | لوكاس جاوتشو رونير دي سوزا أحمد الرياحي       |
| نادي الساحل   | فرانك مبارغا   | أوليفيه جاي ندياي |                |                  |                    | أحمد ديزاير تيتي باباكار نديور                |
| السالمية      | كمال ميرزاييف  | باتريك فابيانو    | رونير دي سوزا  | عميدو ساليفو     |                    | ماركلي سانتوس عدي الصيفي طارق خطاب عدي الدباغ |
| الشباب        | روبرتو سانتانا | فينسنت أتيجا      | بيراهيم غايي   | أوسينو جاي       |                    | هيلدر لوباتو                                  |
| التضامن       | ألكسندر هانز   | الان لوغمبي       | هيرمان كواو    | أليكس داير       |                    | نيكسون جيلهيرم جاكسون أوسو                    |
| اليرموك       | فرانك أوبامبو  | يوسف سيكور        | دوفي وومي      |                  |                    | يانيك نجينج سمير العروسي                      |
| كاظمة         | أندريه بينالفا | جان زيرنيون       | فيفيان آسي     | لالاويلي اتاكورا | سادات أورو-اكوريكو | برونو باولو فيجاو ليونيل انجويني دينيس ايجوما |

## جدول الدوري
| الترتيب | اسم الفريق | لعب | فوز | تعادل | خسارة | له | عليه | فارق | نقاط | ملاحظات                                  |
| ------- | ---------- | --- | --- | ----- | ----- | -- | ---- | ---- | ---- | ---------------------------------------- |
| الأول   | الكويت     | 18  | 13  | 4     | 1     | 49 | 12   | +37  | 43   | التأهل للدور الفاصل لكأس الأتحاد الآسيوي |
| الثاني  | القادسية   | 18  | 10  | 6     | 2     | 29 | 11   | +18  | 36   |                                          |
| الثالث  | السالمية   | 18  | 11  | 2     | 5     | 42 | 26   | +16  | 35   |                                          |
| الرابع  | العربي     | 18  | 9   | 4     | 5     | 26 | 21   | +5   | 31   |                                          |
| الخامس  | كاظمة      | 18  | 9   | 1     | 8     | 29 | 25   | +4   | 28   |                                          |
| السادس  | النصر      | 18  | 6   | 3     | 9     | 18 | 22   | -4   | 21   |                                          |
| السابع  | الساحل     | 18  | 4   | 6     | 8     | 16 | 36   | -20  | 18   |                                          |
| الثامن  | الشباب     | 18  | 4   | 5     | 9     | 17 | 32   | -15  | 17   |                                          |
| التاسع  | التضامن    | 18  | 3   | 4     | 11    | 21 | 39   | -18  | 13   | الهبوط إلى الدرجة الأولى الكويتي         |
| العاشر  | اليرموك    | 18  | 1   | 5     | 12    | 16 | 39   | -23  | 8    | الهبوط إلى الدرجة الأولى الكويتي         |

## إحصائيات

### أفضل الهدافين[4]
| رتبة | اسم              | مركز اللاعب | فريق     | الأهداف | أهداف مسجلة من ركلات الجزاء |
| ---- | ---------------- | ----------- | -------- | ------- | --------------------------- |
| 1    | باتريك فابيانو   | هجوم        | السالمية | 14      | 1                           |
| 1    | يوسف ناصر        | هجوم        | الكويت   | 14      | 6                           |
| 2    | بيراهيم غايي     | هجوم        | الشباب   | 10      | 3                           |
| 3    | بدر المطوع       | هجوم        | القادسية | 9       | 1                           |
| 3    | أحمد ديسيري تيتي | هجوم        | الساحل   | 9       | 3                           |
| 4    | جمعة سعيد        | هجوم        | الكويت   | 8       | 0                           |

### افضل لاعب في الموسم
- أحمد الظفيري

## روابط خارجية
Kuwait League Fixtures and Results at FIFA
- Kuwaiti League باللغة العربية
- جميع أهداف الدوري الكويتي موسم 2019-20 على منصة اليوتيوب.